# جانيت تومسون
جانيت تومسون (بالإنجليزية: Janet Thompson)‏ هي راقصة على الجليد بريطانية، ولدت في 15 مارس 1956 في لندن في المملكة المتحدة.

## وصلات خارجية
- جانيت تومسون على موقع اللجنة الأولمبية الدولية (الإنجليزية)
- جانيت تومسون على موقع أوليمبيديا (الإنجليزية)